# Thrips du lin et des céréales
Thrips angusticeps
Espèce
Thrips angusticeps (thrips du lin et des céréales) est une espèce d'insectes thysanoptères de la famille des  Thripidae.
C'est un insecte phytophage et polyphage, s'alimentant sur de nombreuses espèces de plantes. C'est un  ravageur des cultures de lin, de céréales (blé, orge) et de pois.

## Synonymes
- Achaetothrips loboptera Karny, 1908
- Bagnallia asemus Williams, 1913
- Thrips ebneri Karny, 1914
- Thrips paucisetosus Priesner, 1927

## Description
Les adultes femelles existent sous deux formes : macroptères et brachyptères (aux ailes atrophiées). Elles ont environ 1 mm de long.